# Аморозо, Маттео
Матте́о Амара́л Аморо́зо дос Са́нтос (порт.-браз. Matteo Amaral Amoroso dos Santos; 3 января 2003, Кампинас) — бразильский и итальянский футболист, полузащитник клуба «Кривбасс», выступающий на правах аренды за клуб «Зимбру».

## Биография
Родился в бразильском городе Кампинас, штат Сан-Паулу. Футболом начал заниматься в «Итуано». Но в 2019 году переехал в Италию, где выступал за «Удинезе» (U-17) и (U-19). В конце января 2021 года вернулся на родину, где присоединился к молодёжной команде «Интернасьонала». В футболке клуба дебютировал в молодёжном кубке Либертадорес, 6 февраля 2022 года в проигранном (0:1) выездном поединке 1-го тура группы B против эквадорского «ЛДУ Кито». Маттео вышел на поле на 82-й минуте вместо Густаво Силвы Соузы. В феврале 2022 года выходил на поле в 2-х матчах молодёжного кубка Либертадорес. В январе 2024 года вернулся в родной «Итуано». Однако сыграть в клубе не удалось, юный полузащитник 2 раза попадал в заявку первой команды на поединки Серии А1 Лиги Паулисты, но ни в одном из них на поле не выходил.
13 июля 2024 года подписал 4-летний контракт с «Кривбассом». Впервые в заявку главной команды клуба попал 3 августа 2024 года, на победный (1:0) домашний поединок 1-го тура Премьер-лиги Украины против одесского «Черноморца», но просидел на скамейке запасных все 90 минут. В футболке криворожского клуба дебютировал на профессиональном уровне, 8 августа 2024 в проигранном (1:2) домашнем поединке 3-го квалификационного раунда Лиги Европы УЕФА против чешской «Виктории» (Пльзень). Аморозо вышел на поле на 81-й минуте вместо Юрия Вакулко. В Премьер-лиге Украины дебютировал 11 августа 2024 года в проигранном (0:3) выездном поединке 2-го тура против львовских «Карпат». Аморозо вышел на поле на 38-й минуте вместо Егора Твердохлиба, получившего травму головы.

## Семья
Отец, Марсио Аморозо, профессиональный футболист, выступавший за национальную сборную Бразилии. Брат, Джованни, также футболист, выступает за американский клуб «Бока Ратон».